# USS Missouri (BB-11)
O USS Missouri foi um couraçado pré-dreadnought operado pela Marinha dos Estados Unidos e a segunda embarcação da Classe Maine, depois do USS Maine e seguido pelo USS Ohio. Sua construção começou em fevereiro de 1900 nos estaleiros da Newport News Shipbuilding e foi lançado ao mar em dezembro do ano seguinte, sendo comissionado na frota norte-americana em dezembro de 1903. Era armado com uma bateria principal composta por quatro canhões de 305 milímetros montados em duas torres de artilharia duplas, tinha um deslocamento carregado de quase catorze mil toneladas e conseguia alcançar uma velocidade máxima de dezoito nós (33 quilômetros por hora).
O Missouri teve uma carreira relativamente tranquila e passou a maior parte de seu serviço atuando no Oceano Atlântico, com suas principais atividades consistindo em exercícios e treinamentos de rotina. Ele deu uma volta ao mundo entre 1907 e 1909 como parte Grande Frota Branca. Foi modernizado ao fim da viagem e colocado na reserva, sendo reativado de tempos em tempos pelos anos seguintes para ser usado como navio-escola em cruzeiros de treinamento. Depois do fim da Primeira Guerra Mundial foi brevemente empregado como transporte de tropas em 1919 para trazer soldados norte-americanos de volta para casa da França. Foi descomissionado no ano seguinte e desmontado.

## Descrição
O Congresso dos Estados Unidos aprovou um importante programa de construção naval em resposta à eclosão da Guerra Hispano-Americana em 1898; o programa incluía três novos encouraçados, que se tornariam a classe Maine. A classe incorporou vários desenvolvimentos tecnológicos significativos, incluindo canhões principais de menor calibre que usavam pólvora sem fumaça para atingir maior velocidade de saída (e, portanto, poder de penetração), blindagem cimentada Krupp que era mais forte do que a blindagem Harvey usada em embarcações anteriores e caldeiras aquatubulares que forneciam mais potência para os motores.
O Missouri tinha 120 metros de comprimento total e tinha uma boca de 22 metros e um calado de sete metros. Ele deslocava 12 560 toneladas conforme projetado e até 13 900 em plena carga. O navio era movido por motores a vapor de expansão tripla de dois eixos avaliados em 16 mil cavalos de potência, acionando duas hélices helicoidais. O vapor era fornecido por doze caldeiras Thornycroft movidas a carvão, que eram ventiladas em três funis. No que toca ao sistema de propulsão, este gerava uma velocidade máxima de dezoito (33 quilômetros por hora). Como construído, ele foi equipado com mastros militares pesados, mas estes foram rapidamente substituídos por equivalentes treliçados em 1909. Ele tinha uma tripulação de 561 oficiais e praças, que aumentaram para 779 – 813.
O navio estava armado com uma bateria principal de quatro canhões de 305 milímetros, com 40 calibres de comprimento, em duas torres de canhão gêmeas na linha central, uma à frente e uma à ré. A bateria secundária consistia em dezesseis canhões Mark VI de 152 milímetros, com 50 calibres de comprimento, que foram colocados em casamatas no casco. Para defesa de curto alcance contra torpedeiros, ele carregava seis canhões de 76 milímetros, com 50 calibres de comprimento montados em casamatas ao longo da lateral do casco, oito canhões de 3 libras e seis canhões de 1 libra. Como era padrão para os navios capitais da época, o Missouri carregava dois tubos de torpedos de 457 milímetros, submersos em seu casco na lateral.
O cinturão blindado do Missouri tinha 279 milímetros de espessura sobre os paióis e as casas das máquinas de propulsão e 203 milímetros em outro lugares. As torres de canhão da bateria principal tinham 305 milímetros em seus lados, e as barbetas de suporte tinham a mesma espessura de blindagem em seus lados expostos. A blindagem de 152 milímetros protegia as paredes casamatadas da bateria secundária. A torre de comando tinha 254 milímetros em seus lados.

## Histórico de serviço

### 1900 – 1907

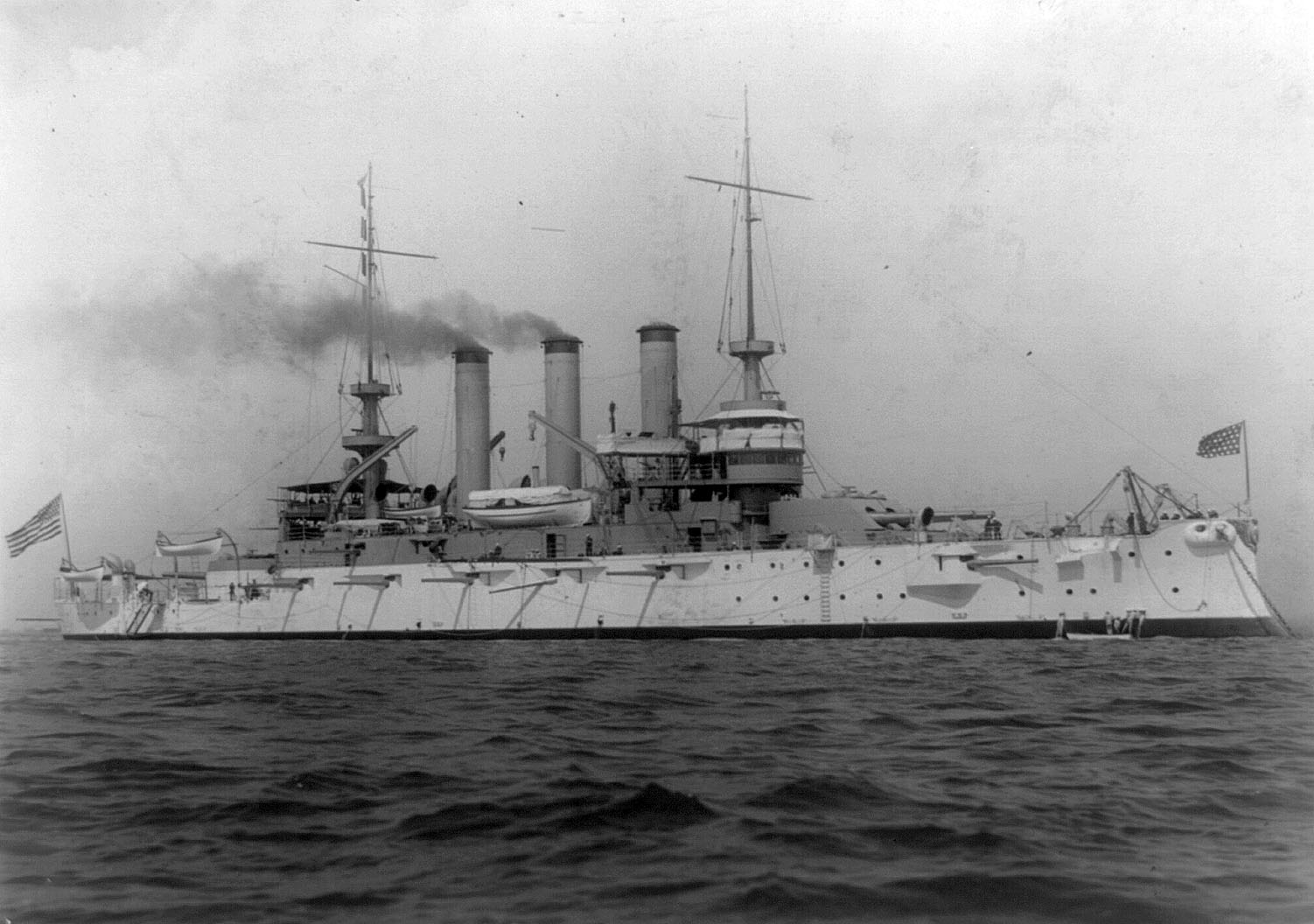
O Missouri em 1906

O Missouri teve sua quilha batida na Newport News Shipbuilding & Drydock Company em 7 de fevereiro de 1900, o terceiro membro da classe a ter sua construção iniciada. Ele foi lançado em 28 de dezembro de 1901 e comissionado na frota em 1º de dezembro de 1903. O navio foi designado para a Frota do Atlântico Norte após entrar em serviço. Ele partiu de Norfolk para começar seus testes de mar em Virginia Capes em 4 de fevereiro de 1904, antes de se juntar ao resto da frota no Caribe para exercícios de treinamento.
Em 13 de abril, o navio sofreu um acidente durante o treinamento de artilharia; o canhão de 305 milímetros de bombordo em sua torre traseira disparou para trás e acendeu três cargas de propelente na torre. O incêndio resultante sufocou 36 homens na torre, embora a ação rápida entre os membros sobreviventes da tripulação da torre impedisse que o fogo se espalhasse para os paióis, onde teria destruído o navio. Por suas ações, três homens receberam a Medalha de Honra. O Missouri voltou a Newport News para reparos, que foram concluídos no início de junho. Em 9 de junho, o Missouri deixou Newport News para uma viagem pelo Mediterrâneo, chegando de volta a Nova York em 17 de dezembro. Ele permaneceu com a Frota do Atlântico Norte pelos próximos três anos conduzindo treinamento normal em tempos de paz. Nesse período, a frota passou a se chamar Frota do Atlântico. O Missouri ajudou no trabalho de socorro em Kingston, Jamaica, de 17 a 19 de janeiro de 1907, após um forte terremoto ali. Em abril daquele ano, ele participou da Exposição de Jamestown. As cerimônias foram realizadas para comemorar o 300º aniversário da colônia de Jamestown. Uma frota internacional que incluía navios de guerra britânicos, franceses, alemães, japoneses e austro-húngaros juntou-se à Marinha dos Estados Unidos no evento.

### Grande Frota Branca
A próxima ação significativa do Missouri foi o cruzeiro da Grande Frota Branca ao redor do mundo, que começou com uma revista naval para o presidente Theodore Roosevelt em Hampton Roads. O cruzeiro da Grande Frota Branca foi concebido como uma forma de demonstrar o poder militar americano, particularmente para o Japão. As tensões começaram a aumentar entre os Estados Unidos e o Japão após a vitória deste último na Guerra Russo-Japonesa em 1905, particularmente sobre a oposição racista à imigração japonesa para os Estados Unidos. A imprensa de ambos os países começou a clamar pela guerra, e Roosevelt esperava usar a demonstração de poderio naval para deter a agressão japonesa.

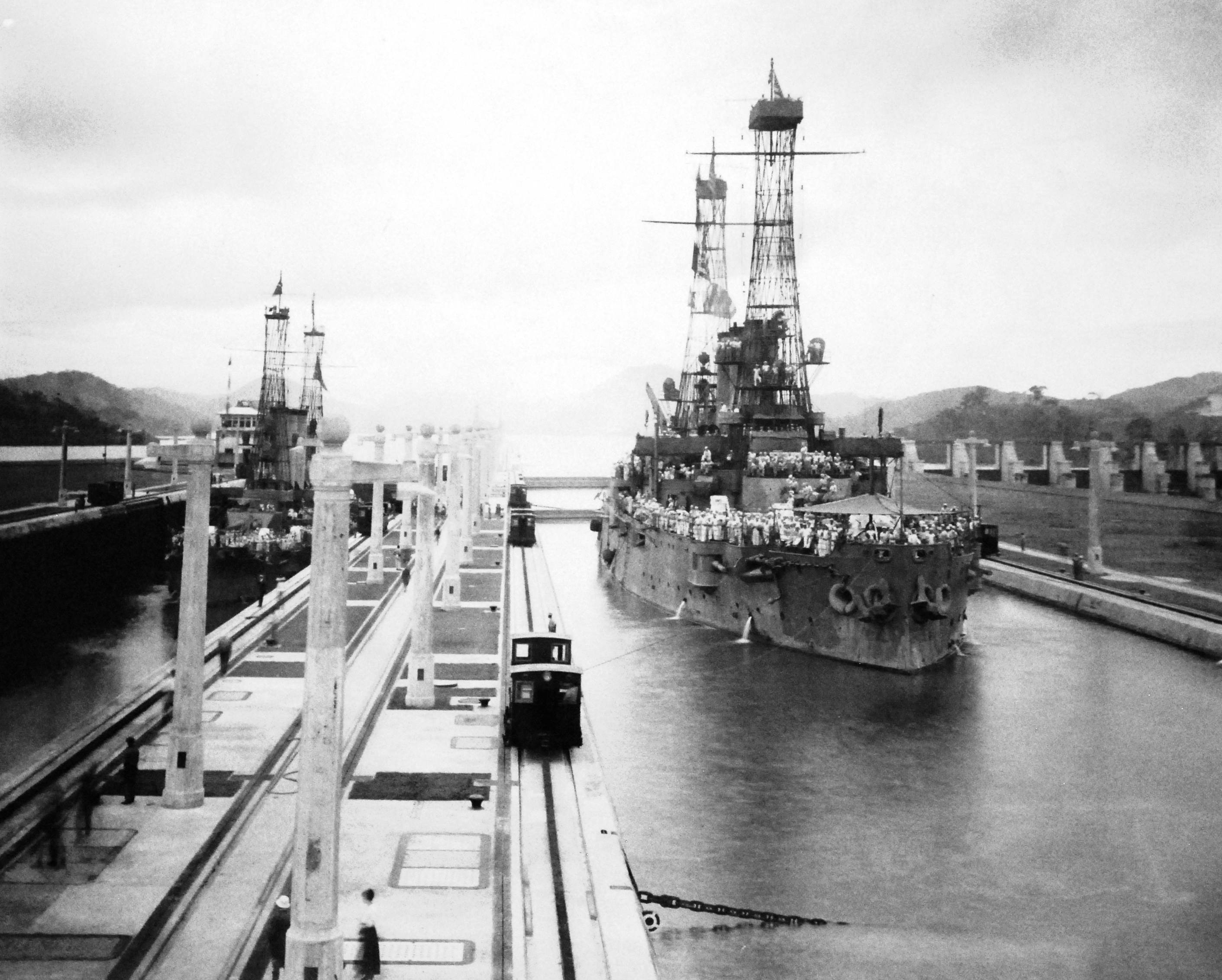
USS Missouri e USS Ohio, nas câmaras superiores, "olhando" para o norte no Canal do Panamá em 16 de julho de 1915

Em 17 de dezembro, a frota partiu de Hampton Roads e navegou para o sul até o Caribe e depois para a América do Sul, fazendo escalas em Port of Spain, Rio de Janeiro, Punta Arenas e Valparaíso, entre outras cidades. Depois de chegar ao México em março de 1908, a frota passou três semanas praticando artilharia. A frota então retomou sua viagem pela costa do Pacífico das Américas, parando em São Francisco e Seattle antes de cruzar o Pacífico para a Austrália, parando no Havaí no caminho. As paradas no Pacífico Sul incluíram Melbourne, Sydney e Auckland.
Após deixar a Austrália, a frota virou para o norte para as Filipinas, parando em Manila, antes de seguir para o Japão, onde uma cerimônia de boas-vindas foi realizada em Yokohama. Seguiram-se três semanas de exercícios na Baía de Subic, nas Filipinas, em novembro. Os navios passaram por Cingapura em 6 de dezembro e entraram no Oceano Índico; eles carvoaram em Colombo antes de prosseguir para o Canal de Suez e carvoar novamente em Porto Saíde, Egito. A frota fez escala em vários portos do Mediterrâneo antes de parar em Gibraltar, onde uma frota internacional de navios de guerra britânicos, russos, franceses e holandeses saudou os americanos. Os navios então cruzaram o Atlântico para retornar a Hampton Roads em 22 de fevereiro de 1909, tendo percorrido 86 542 quilômetros. Lá, eles realizaram uma revista naval para Roosevelt.

### Carreira posterior

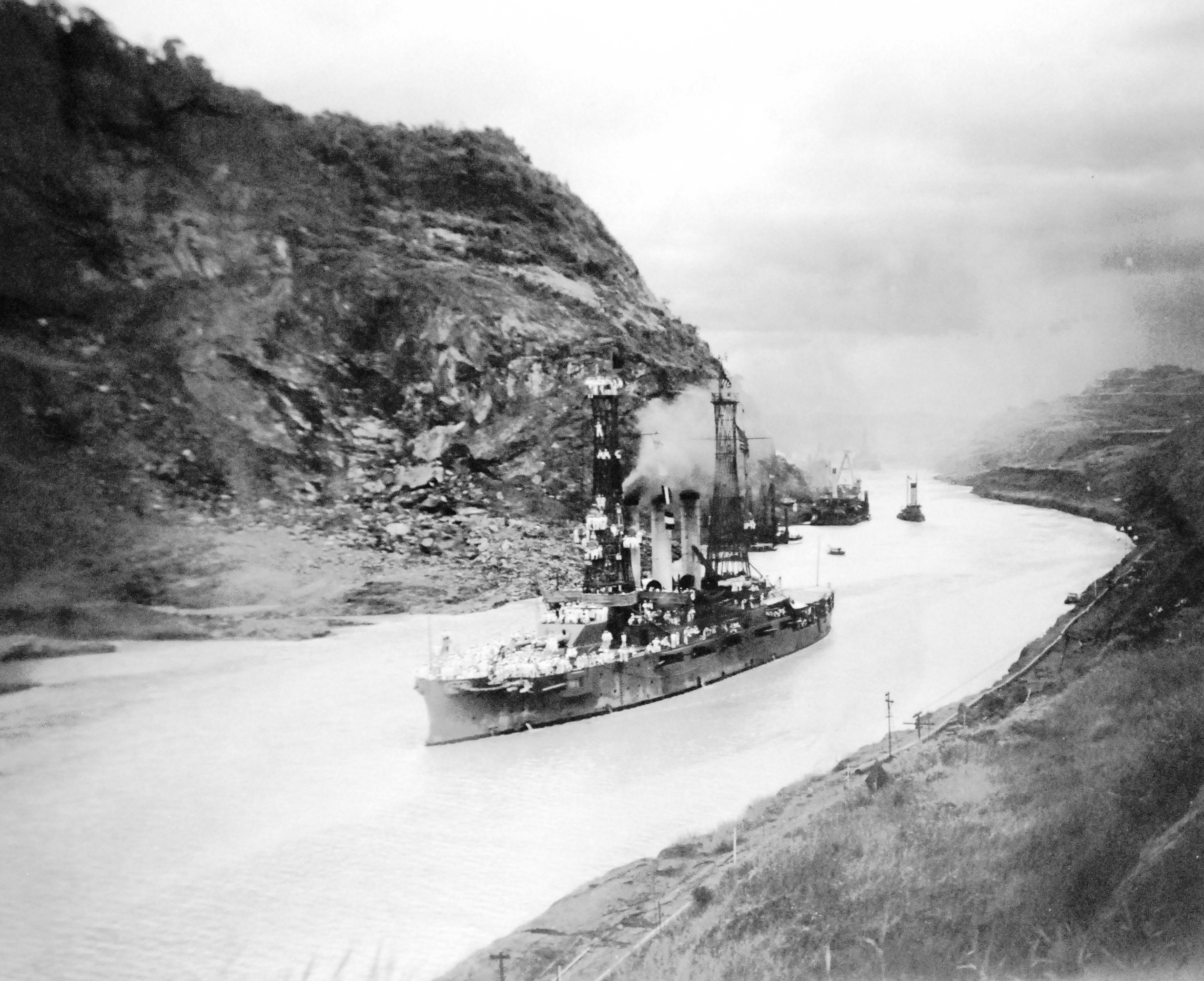
O Missouri atravessando o Canal do Panamá em 16 de julho de 1915

O Missouri passou os anos seguintes parado, com reativações periódicas para cruzeiros de treinamento de verão para aspirantes da Academia Naval dos Estados Unidos. Ele foi temporariamente reduzido ao status de reserva em 1º de maio de 1910 em Boston, embora tenha sido recomissionado em 1 de junho de 1911 para servir na Frota do Atlântico. Em junho de 1912, o navio foi enviado a Cuba com um contingente de fuzileiros navais para proteger os interesses americanos durante uma rebelião no país. Ele conduziu um cruzeiro de treinamento de aspirantes em julho antes de ser desativado pela segunda vez em 9 de setembro, desta vez na Filadélfia. Ele voltou ao serviço em 16 de março de 1914 para outro cruzeiro de aspirantes, que visitou a Itália e a Grã-Bretanha. Em 2 de dezembro, ele foi novamente desativado antes de retornar ao serviço em 15 de abril de 1915 para um cruzeiro de aspirantes no Caribe, através do Canal do Panamá, e para visitar portos na Califórnia. Depois de chegar de volta à Filadélfia, ele foi reduzido a membro da Frota de Reserva mais uma vez em 18 de outubro. Outro período de serviço ativo começou em 2 de maio de 1916 para um cruzeiro de treinamento ao longo da costa leste dos Estados Unidos e no Caribe, antes que o Missouri fosse novamente paralisado no final do ano.
Em 6 de abril de 1917, os Estados Unidos declararam guerra à Alemanha, entrando na Primeira Guerra Mundial. O Missouri foi recomissionado em 23 de abril para servir como navio de treinamento para artilheiros e pessoal da casa de máquinas, com base na Baía de Chesapeake. O contra-almirante Hugh Rodman içou sua bandeira a bordo do Missouri em 26 de agosto, como comandante da 2.ª Divisão da Frota do Atlântico. Em 11 de novembro de 1918, a Alemanha assinou o armistício que pôs fim à guerra. O Missouri foi posteriormente usado para transportar soldados americanos de volta da Europa como parte da Cruiser and Transport Force. Sua primeira viagem começou em 15 de fevereiro de 1919, quando ele partiu de Norfolk; mais três seguiriam naquele ano. Nas quatro viagens, ele carregou 3.278 soldados de volta aos Estados Unidos. O antigo encouraçado foi desativado pela última vez em 8 de setembro de 1919 no Philadelphia Navy Yard. O Missouri foi vendido para a J.G. Hitner e a W.F. Cutler da Filadélfia em 26 de janeiro de 1922 e posteriormente desmontado para sucata.